# Adam Makuch
Adam Makuch (ur. 7 października 1961 w Szydłowcu) – polski piłkarz występujący na pozycji obrońcy.

## Życiorys
Jest wychowankiem Szydłowianki Szydłowiec. W klubie tym rozpoczynał także seniorską karierę. Piłkarzem Szydłowianki był do 1986 roku. Następnie grał w Granacie Skarżysko-Kamienna. W 1988 roku przeszedł do Igloopolu Dębica. W sezonie 1989/1990 awansował z Igloopolem do I ligi. W barwach dębickiego klubu rozegrał w ciągu dwóch lat 37 spotkań w najwyższej klasie rozgrywkowej. W 1992 roku spadł z klubem do II ligi. W styczniu 1993 roku odszedł na wolny transfer. W latach 1997–1998 był zawodnikiem Rzemieślnika Pilzno.

## Statystyki ligowe
| Sezon     | Klub             | Liga    | Mecze | Gole |
| --------- | ---------------- | ------- | ----- | ---- |
| 1988/1989 | Igloopol Dębica  | II liga | 21    | 1    |
| 1989/1990 | Igloopol Dębica  | II liga | 26    | 0    |
| 1990/1991 | Igloopol Dębica  | I liga  | 16    | 0    |
| 1991/1992 | Pegrotour Dębica | I liga  | 21    | 0    |
| 1992/1993 | Igloopol Dębica  | II liga | 16    | 0    |